# Victor Pennart
Victor Prosper Ghislain Pennart (Feluy, 1 januari 1836 - Binche, 25 april 1903) was een Belgisch senator en burgemeester.

## Levensloop
Pennart was een zoon van burgemeester Eugeen Pennart en van Lise Leloup. Hij trouwde met Delphine Massart.
Hij was burgemeester van Feluy van 1863 tot 1867. In 1877 werd hij verkozen tot senator voor het arrondissement Zinnik en vervulde dit mandaat tot in 1884.
Van beroep was hij industrieel. Hij was onder meer bestuurder (of voorzitter) van:
- Sucrerie de Feluy-Arquennes,
- Carrières Saint-Georges (Feluy),
- Forges, Usines et Fonderies d'Haine-Saint-Pierre,
- Charbonnages de La Louvière, La Paix & Saint-Vaast,
- Charbonnages de La Louvière et Sars-Longchamps,
- Charbonnages Néerlandais Willem-Sophia.